# منشور (قانون)
منشور شامل حقوقی است که از جانب اقتدار به دریافت‌کننده داده می‌شود و بیان می‌کند که جانب اقتدار حق ویژه دریافت‌کننده را به رسمیت شناخته و به او اجازه اجراء و استفاده از آن حقوق را می‌دهد. در این رابطه به‌طور معمول جانب اقتدار در موقعیت برتری (حاکمیت) نسبت به دریافت‌کننده قرار دارد. اصطلاح منشور (به انگلیسی: Charter) برگرفته شده از لاتین است و نخستین بار در زبان فرانسوی کهن مطرح گشته و سپس به زبان انگلیسی و دیگر زبان‌ها منتقل گشت. امروزه منشور به معنای سندی می‌باشد که حقوق و امتیازات ویژه‌ای را به دریافت‌کننده اعطا می‌نماید.

## انواع منشور

### منشورهای آنگلوساکسون
منشورهای آنگلوساکسون اسنادی از اوایل دوره قرون وسطا در انگلیس است که به طور معمول اجازه واگذاری رسمی زمین را می دهد یا یک امتیاز ویژه را به ثبت می رساند. آنها معمولاً بر روی کاغذ پوست، به لاتین نوشته می شدند اما اغلب در بخش هایی، مرزهای املاک را توصیف می کردند، که غالباً با مرزهای شهری مدرن مطابقت دارد. نخستین منشور باقیمانده در دهه 670 ترسیم شد. قدیمی ترین منشورها زمین را به کلیسا اعطا می کرد، اما از قرن هشت به طور فزاینده ای برای اعطای زمین به افراد غیرروحانی استفاده می شدند.

### منشور فرقه
منشورهایی برای فرقه جوانمردی و سایر فرقه ها، مانند فرقه مالت.

### منشور پروژه
در مدیریت پروژه، منشور پروژه یا تعریف پروژه عبارت از بیان حوزه، اهداف و شُرکای پروژه است که توضیحی مقدماتی از نقش ها و مسئولیت ها، تعیین اهداف پروژه و ذینفعان اصلی ارائه می دهد و اختیار مدیر پروژه را مشخص می کند. منشور پروژه به عنوان مرجع اختیار و اقتدار برای آینده پروژه عمل می کند.

### Inspeximus charter
• البته شایان ذکر است که در فارسی، خرید تعدادی از بلیت های هواپیما توسط یک شرکت هوایی و فروش توسط این شرکت ها، چارتر نامیده می شود و بلیت های چارتر به دلیل ارزان تر بودن نسبت به بلیت های سیستمی شناخته اند و این تعریف با چارترهوایی مطابقت دارد.